# Periojkowie
Periojkowie (gr. Περίοικοι, perioikoi – „ci, którzy mieszkają wokół” lp. Περίοικος od περί «wokół» i οἶκος «dom, gospodarstwo») – część ludności Sparty, najprawdopodobniej pochodzenia achajskiego, która poddała się bez oporu Dorom. Periojkowie byli pozbawieni praw politycznych, byli jednak niezależnymi ekonomicznie ludźmi wolnymi. Periojkowie mieli obowiązki wojskowe i uczestniczyli w wyprawach wojennych wraz ze spartańskimi hoplitami. W oficjalnych dokumentach spartiatów oraz periojków określano mianem Lacedemończyków.
Tym mianem określano też zależną ludność na Krecie.